# Њу Берлин (Њујорк)
Њу Берлин (енгл. New Berlin) град је у америчкој савезној држави Њујорк.

## Демографија
По попису из 2010. године број становника је 1.028, што је 101 (-8,9%) становника мање него 2000. године.
| Група             | 2000.         | 2010.       |
| Белци             | 1.099 (97,3%) | 988 (96,1%) |
| Афроамериканци    | 4 (0,4%)      | 8 (0,8%)    |
| Азијати           | 3 (0,3%)      | 3 (0,3%)    |
| Хиспаноамериканци | 10 (0,9%)     | 14 (1,4%)   |
| Укупно            | 1.129         | 1.028       |